# Mariano Lucas Garrido
Mariano Lucas Garrido (último tercio del siglo XVIII - primer tercio del siglo XIX), jurista, traductor y canónigo español de la Ilustración, especializado en derecho natural.

## Biografía
Poco se conoce actualmente sobre este jurista, salvo lo que dice la Guía del estado eclesiástico de 1827 y los que se extraen de los prólogos a sus traducciones. Según Georges Demerson, en Salamanca fue amigo del magistrado y poeta Juan Meléndez Valdés, con quien se carteó a principios del siglo XIX y en cuyo círculo se dedicaba a algunas actividades literarias; estuvo como profesor en Valladolid, donde intentó imprimir en vano su traducción anotada de los Principios de legislación universal de Georges Louis Schmidt d'Avenstein, lo que al cabo se hizo en 1834; fue luego catedrático de derecho natural en los Reales Estudios de San Isidro en Madrid, y en 1827 era canónigo secretario capitular fabriquero y fiscal general eclesiástico de la diócesis de Villafranca del Bierzo. Estudioso del derecho natural, tradujo los Elementa Juris Naturae et Gentium de Heinecio en una edición preparada, comentada y ampliada por J. A. Ojea.

## Obras

### Traducciones
- Santiago Enrique Bernardino de San Pedro, El inglés en la India, o La cabaña indiana, Francisco de Toxar, Salamanca 1803, 132 páginas.
- Esteban Salomón Reybaz, Sermones de Mr. E. S. Reybaz, precedidos de una carta sobre al arte de la predicación, Francisco de Toxar, Salamanca 1804, 2 tomos, 314 y 312 páginas.
- Carlos Luis Dumas, Tratado analítico de las enfermedades crónicas, o doctrina general acerca de estos males, para fundar sobre ella su conocimiento teórico y práctico, Imprenta de Don José del Collado, Madrid 1817, 3 tomos.
- Carlos Francisco Gregory, Compendio de terapéutica de las enfermedades crónicas, Imprenta de la calle de la Greda, Madrid 1821, 368 páginas.
- Jorge Luis Schmid, Principios de Legislación Universal,  Imprenta de Roldán, Valladolid 1821, 3 tomos.
- Juan Bautista Claudio Isoard, Eponina, o de la felicidad,  Imprenta de la calle de la Greda, Madrid 1821, 2 tomos.
- Johann Gottlieb Heineccius, Elementa Juris Naturae et Gentium, auctore Heineccio. Editio omnibus aliis longe accuratior, ac insuper correcta et reformata; cui demum ad calcem adjecta sunt ejusdem elementa philosophiae moralis. Marianus Lucas Garrido, ejusdem Disciplinae in Matrit., Typis Brugada, Matriti 1822.
- Jorge Luis Schmid, Principios de legislación universal traducidos del francés con algunas correcciones y notas..., Oficina de los herederos de D. Francisco Dávila, Madrid 1834, 3 tomos.
- Johann Gottlieb Heineccius,  Elementos del derecho natural y de gentes de Heineccio corregidos y reformados por el Profesor don Mariano Lucas Garrido, a los que añadió los de la filosofía moral del mismo autor, y traducidos al castellano por el bachiller en leyes D. J. A. Ojea, Imprenta que fue de Fuentenebro, a cargo de Alejandro Gómez, Madrid 1837, 2 vols.